# 周恩來題詞紀念亭
周恩來題詞紀念亭位於重慶市長壽縣獅子灘攔河壩上，文物遺址年代為現代，1987年1月23日列為重慶市第二批市級文物保護單位初定名單。2009年12月15日列為第二批重慶市文物保護單位。